# Belín
Belín (in ungherese: Bellény, in tedesco: Turn) è un comune della Slovacchia facente parte del distretto di Rimavská Sobota, nella regione di Banská Bystrica.
Il villaggio è citato, per la prima volta, nel XII secolo. Da qui ebbe origine la nobile famiglia dei conti Bellényi, che dominò il villaggio per molti secoli. Dal 1938 al 1945 fece parte dell'Ungheria.